# آسیاب‌بادی‌های شماره ۱ برآباد
آسیاب‌بادی‌های شماره ۱ برآباد مربوط به دوره قاجار است و در شهرستان خواف، جنب حسینیه برآباد واقع شده و این اثر با شمارهٔ ثبت نامشخص به‌عنوان یکی از آثار ملی ایران به ثبت رسیده‌است.